# Karim el-Ahmadi
Karim el-Ahmadi (arabul: كريم الأحمدي) (Enschede, 1985. január 27. –) holland-marokkói labdarúgó, jelenleg Feyenoord játékosa.

## Sikerei, díjai

### Klub
- Feyenoord
  - Holland bajnok: 2016–17
  - Holland kupa: 2015–16
  - Holland szuperkupa: 2017

### Egyéni
- Az év holland labdarúgója: 2017